# Demetrij Žebre
Demetrij Žebre, slovenski skladatelj in dirigent, * 22. december 1912, Ljubljana, † 13. marec 1970, Ljubljana.

## Življenje
Rodil se je očetu pravniku Alojziju in materi Frančiški (roj. Stroj).
Žebre je na ljubljanskem glasbenem konservatoriju med letoma 1929 in 1934 študiral kompozicijo pri Slavku Ostercu in dirigiranje pri Lucijanu Mariji Škerjancu. Izpopolnjeval se je na konservatoriju v Pragi pri Josefu Suku, Aloisu Habi in Vaclavu Talichu. Deloval je kot korepetitor in dirigent Ljubljanske opere. Kasneje je postal direktor mariborske in zatem ljubljanske operne hiše. Za življenjsko delo je leta 1951 prejel Prešernovo nagrado. Poročen je bil z operno pevko Ksenijo Vidali. Njegov nečak je dirigent Uroš Lajovic.

## Delo
Žebre je avtor mnogih klavirskih in komornih skladb, scenske glasbe (za drame Romeo in Julija, Kranjski komedijanti (Bratko Kreft), Katarina Medičejska, Hamlet, itd.) Najpomembnejši je njegov simfonični opus.

### Simfonična glasba
- Allegro risoluto marciale
- Andante za veliki orkester
- Bacchanale za simfonični orkester
- Prebujenje, za simfonični orkester
- Suita za mali orkester
- Svobodi naproti, simfonična pesnitev
- Tek, simfonična slika za veliki orkester
- Toccata za simfonični orkester
- Tri vizije, za simfonični orkester
- Žalna glasba (v spomin Slavka Osterca)